# Stipa
Stipa este un gen constituit din aproximativ 300 de ierburi perene hermafrodite mari, colectiv cunoscut sub numele de iarba pană, iarbă ac și iarbă suliță. Ele sunt plasate în subfamilia Pooideae și tribul Stipeae.
Multe specii din acest gen sunt importante culturi furajere. Mai multe specii, cum ar fi Stipa brachytricha, S. arundinacea, S. splendens, S. Calamagrostis, S. gigantea și S. pulchra sunt folosite ca plante ornamentale. O specie (Stipa tenacissima), este folosită pentru meserii și pe scară largă în procesul de fabricare a hârtiei. 
În România, specia Stipa pennata este cunoscută sub denumirea de colilie (cu variantele regionale: ceardaș, năgară, pănușiță, peniță, părul-zânelor) iar specia Stipa capillata este cunoscută sub numele năgară (mai rar: negară sau greșit: neghină, cu variantele regionale: bucșău, păiuș, pănușiță, șușarcă, iarba-cu-rălei). 

## Specii
- Stipa arundinacea
- Stipa avenacea
- Stipa baicalensis
- Stipa barbata
- Stipa bavarica
- Stipa borysthenica
- Stipa brachytricha
- Stipa canadensis
- Stipa capensis
- Stipa capillata
- Stipa comata
- Stipa gigantea
- Stipa grandis
- Stipa hymenoides
- Stipa joannis
- Stipa leptogluma
- Stipa mexicana
- Stipa milleana
- Stipa mollis
- Stipa pennata
- Stipa spartea
- Stipa speciosa
- Stipa tirsa
- Stipa tulcanensis
- Stipa viridula[2]

### Anterior plasate în gen
- Achnatherum aridum
- Achnatherum calamagrostis
- Achnatherum robustum
- Achnatherum splendens
- Celtica gigantea
- Jarava ichu
- Macrochloa tenacissima
- Nassella leucotricha
- Nassella pulchra
- Oryzopsis hymenoides[2]